# ヘルセ (衛星)
ヘルセ（英語：Herse、確定番号：Jupiter L）は、木星の第50衛星である。
カナダ・ブリティッシュコロンビア大学のブレット・J・グラドマン (Brett J. Gladman) が率いる天文学者チームが2003年に発見し、S/2003 J 17 という仮符号が与えられた。観測にはカナダ・フランス・ハワイ望遠鏡とハワイ大学の望遠鏡が用いられた。なお発見日に関しては2003年2月27日とする記述もある。ギリシア神話のゼウスとセレーネーの娘のヘルセーにちなみ、2009年11月11日に国際天文学連合の国際天文学連合回報 (IAUC) 9094号で正式に命名され、Jupiter L という確定番号が与えられた。50番目に命名された衛星である。
ヘルセの見かけの等級は23.4であり、アルベドを0.04と仮定した場合、ヘルセの直径はおよそ 2 km と推定される。また、密度を 2.6 g/cm3 と仮定した場合、質量はおよそ 1.5 ×1013 kg と推定される。ヘルセは、木星から2300万km前後の距離を逆行軌道で公転し、軌道傾斜角が 165° 前後の不規則衛星のグループであるカルメ群に属している。